# 고우미선
고우미선(일본어: 小海線)은 일본 야마나시현 호쿠토시의 고부치자와역부터 나가노현 고모로시의 고모로역을 잇는 동일본 여객철도의 철도 노선(지방 교통선)이다.

## 노선 정보
- 관할 (영업 종별) : 동일본 여객철도 (제1종 철도사업자)
- 구간 (영업 거리) : 고부치자와 - 고모로 78.9 km
- 궤간 : 1067 mm
- 역 수 : 31역
  - 고우미 선 소속 역으로 한정될 경우, 기점의 고부치자와 역(주오 본선 소속)이 제외되어, 30역이 된다.
- 복선화 구간 : 없음 (전 노선 단선)
- 전철화 구간 : 없음 (전 노선 비전철화)
- 폐색방식 : 특수 자동 폐색식
- 보안장치 : ATS-Ps
- 최고속도 : 85 km/h
- 운전 지령소 : 나가노 종합 지령실

## 역 목록
| 역 이름        | 일본어 이름 | 역간 거리 | 누적 거리 | 접속 노선                       | 소재지     | 소재지       | 소재지        |
| -------------- | ----------- | --------- | --------- | ------------------------------- | ---------- | ------------ | ------------- |
| 고부치자와     | 小淵沢      | -         | 0.0       | 동일본 여객철도 주오 본선       | 야마나시현 | 호쿠토시     | 호쿠토시      |
| 가이코이즈미   | 甲斐小泉    | 7.1       | 7.1       |                                 | 야마나시현 | 호쿠토시     | 호쿠토시      |
| 가이오이즈미   | 甲斐大泉    | 5.1       | 12.2      |                                 | 야마나시현 | 호쿠토시     | 호쿠토시      |
| 기요사토       | 清里        | 5.3       | 17.5      |                                 | 야마나시현 | 호쿠토시     | 호쿠토시      |
| 노베야마       | 野辺山      | 5.9       | 23.4      |                                 | 나가노현   | 미나미사쿠군 | 미나미마키촌  |
| 시나노카와카미 | 信濃川上    | 8.1       | 31.5      |                                 | 나가노현   | 미나미사쿠군 | 가와카미촌    |
| 사쿠히로세     | 佐久広瀬    | 3.4       | 34.9      |                                 | 나가노현   | 미나미사쿠군 | 미나미마키 촌 |
| 사쿠우미노쿠치 | 佐久海ノ口  | 4.8       | 39.7      |                                 | 나가노현   | 미나미사쿠군 | 미나미마키 촌 |
| 우미지리       | 海尻        | 2.4       | 42.1      |                                 | 나가노현   | 미나미사쿠군 | 미나미마키 촌 |
| 마쓰바라코     | 松原湖      | 2.7       | 44.8      |                                 | 나가노현   | 미나미사쿠군 | 고우미정      |
| 고우미         | 小海        | 3.5       | 48.3      |                                 | 나가노현   | 미나미사쿠군 | 고우미정      |
| 마나가시       | 馬流        | 1.6       | 49.9      |                                 | 나가노현   | 미나미사쿠군 | 고우미정      |
| 다카이와       | 高岩        | 1.8       | 51.7      |                                 | 나가노현   | 미나미사쿠군 | 사쿠호정      |
| 야치호         | 八千穂      | 2.2       | 53.9      |                                 | 나가노현   | 미나미사쿠군 | 사쿠호정      |
| 가이제         | 海瀬        | 2.6       | 56.5      |                                 | 나가노현   | 미나미사쿠군 | 사쿠호정      |
| 하구로시타     | 羽黒下      | 1.3       | 57.8      |                                 | 나가노현   | 미나미사쿠군 | 사쿠호정      |
| 아오누마       | 青沼        | 1.7       | 59.5      |                                 | 나가노현   | 사쿠시       | 사쿠시        |
| 우스다         | 臼田        | 1.4       | 60.9      |                                 | 나가노현   | 사쿠시       | 사쿠시        |
| 다쓰오카조     | 龍岡城      | 1.2       | 62.1      |                                 | 나가노현   | 사쿠시       | 사쿠시        |
| 오타베         | 太田部      | 2.0       | 64.1      |                                 | 나가노현   | 사쿠시       | 사쿠시        |
| 나카고미       | 中込        | 1.4       | 65.5      |                                 | 나가노현   | 사쿠시       | 사쿠시        |
| 나메즈         | 滑津        | 1.0       | 66.5      |                                 | 나가노현   | 사쿠시       | 사쿠시        |
| 기타나카고미   | 北中込      | 1.9       | 68.4      |                                 | 나가노현   | 사쿠시       | 사쿠시        |
| 이와무라다     | 岩村田      | 2.2       | 70.6      |                                 | 나가노현   | 사쿠시       | 사쿠시        |
| 사쿠다이라     | 佐久平      | 0.9       | 71.5      | 동일본 여객철도 호쿠리쿠 신칸센 | 나가노현   | 사쿠시       | 사쿠시        |
| 나카사토       | 中佐都      | 0.9       | 72.4      |                                 | 나가노현   | 사쿠시       | 사쿠시        |
| 미사토         | 美里        | 1.4       | 73.8      |                                 | 나가노현   | 고모로시     | 고모로시      |
| 미쓰오카       | 三岡        | 1.5       | 75.3      |                                 | 나가노현   | 고모로시     | 고모로시      |
| 오토메         | 乙女        | 1.1       | 76.4      |                                 | 나가노현   | 고모로시     | 고모로시      |
| 히가시코모로   | 東小諸      | 1.0       | 77.4      |                                 | 나가노현   | 고모로시     | 고모로시      |
| 고모로         | 小諸        | 1.5       | 78.9      | 시나노 철도 시나노 철도선       | 나가노현   | 고모로시     | 고모로시      |